# Municipio de Rock Bridge
El municipio de Rock Bridge (en inglés: Rock Bridge Township) es un municipio ubicado en el condado de Boone en el estado estadounidense de Misuri. En el año 2010 tenía una población de 8261 habitantes y una densidad poblacional de 73,53 personas por km².

## Geografía
El municipio de Rock Bridge se encuentra ubicado en las coordenadas 38°51′58″N 92°23′12″O / 38.86611, -92.38667. Según la Oficina del Censo de los Estados Unidos, el municipio tiene una superficie total de 112.35 km², de la cual 109.68 km² corresponden a tierra firme y (2.37%) 2.66 km² es agua.

## Demografía
Según el censo de 2010, había 8261 personas residiendo en el municipio de Rock Bridge. La densidad de población era de 73,53 hab./km². De los 8261 habitantes, el municipio de Rock Bridge estaba compuesto por el 89.42% blancos, el 4.5% eran afroamericanos, el 0.19% eran amerindios, el 3.39% eran asiáticos, el 0.05% eran isleños del Pacífico, el 0.35% eran de otras razas y el 2.09% pertenecían a dos o más razas. Del total de la población el 2.3% eran hispanos o latinos de cualquier raza.